# Myliobatis dixoni
A Myliobatis dixoni a porcos halak (Chondrichthyes) osztályának sasrájaalakúak (Myliobatiformes) rendjébe, ezen belül a sasrájafélék (Myliobatidae) családjába tartozó fosszilis faj.

## Előfordulása
A Myliobatis dixoni a paleocén és eocén korokban élt. Maradványait az Amerikai Egyesült Államokban, Angliában, Brazíliában, Németországban és Nigériában találták meg.